# Георги Динков
Георги Константинов (Динков) Държилов, известен като Динката, е български просветен деец, видна фигура на Българското възраждане в Югозападна Македония.

## Биография
Георги Динков е роден в Солун в семейството на видния възрожденец Константин Държилов (Динката) и жена му Велика. Учи в гръцко училище в родния си град, а след това в богословско училище на остров Халки, най-доброто училище на Цариградската патриаршия. В 1857 година варненският руски консул Александър Рачински при обиколка в Македония се запознава в Солун с Георги Динков и го изпраща да учи като руски стипендиант в Русия. Георги учи в Москва и в семинарията в Смоленск (1858 – 1860). Не завършва поради болест, но образованието в Русия го прави пламенен патриот.
След завръщането си в Османската империя започва работа, като секретар на видния османски държавник Стефан Богориди в Цариград. След смъртта на Богориди в същата година Динков се установява в Солун и оттам започва да обикаля югозападните български земи – Костурско, Леринско, Кукушко, Воденско – и да събира географски и фолклорни материали.
В 1860 година Динков държи в една воденска църква слово на български с многолетствие за султана. Гърците го наклеветяват, че е казал многолетствие за Русия и Динков е затворен в Цариград. След освобождението си се връща в Солун. През май 1862 година пише стихотворение във възхвала на Българския Великден и отделянето на българите от Патриаршията, в което призовава „всите малечки дечица, драги български пилища, що за добро се борите“ да възхвалят стореното от Иларион Макариополски, вижда силата на „име славно българско“ и възкликва
| „ | Живи славна България, Македония и Тракия! Живи, живи духовенство и българско Патричество! | “ |

В друго друго свое стихотворение „България към чадата ѝ“ призовава всички българи към църковната борба:
| „ | България, Татковина наша, стана и ни вика, сос кръстът во една ръка и во другата сос жалбите наши общи и сос правата народни... Духовна свобода, а не робство и тегота; Охридско патричество и народно духовенство... да видите България, Македония, Тракия, Вашето големо царство, милото ви отечество. | “ |

Георги Динков е близък с Димитър Миладинов, на когото помага в събирането на фолклорни материали. Екзарх Йосиф I пише за Георги Динков:
| „ | на 60-а година, във Воден спомогна покойному Димитриу Миладинову да се избави от належаща опасност поради буйната си проповед за националното събуждане на своите съотечественици. | “ |

Подобно на баща си и чичо си Киряк Държилов Георги Динков поддържа кореспонденция с Георги Раковски, на когото изпраща дописки от българските земи. През 1862 година Динката тръгва за Белград, за да постъпи в редовете на Първата българска легия. Но на границата турските власти го арестуват и го изпращат в затвора в София. На съдебния процес Динков успява да се оправдае и през 1863 година след намесата и на баща му Константин след 17 месеца затвор излиза на свобода. В свое писмо от 22 януари 1863 година Тодор Ненов от Неврокоп препоръчва Динков на Христо Димитров от Дупница: „...Затова ви моля да го имате за приятел, който истинен българин... И щете ся въсползовате от високити познания, от тоя младия и юнния македонец.“
Само след няколко месеца през август същата година е арестуван отново, наклеветен от гръцкия консул в Солун в противодържавна дейност. Тези обвинения също остават недоказани. В писмо до Стефан Веркович от 18 февруари 1863 година Динков описва страданията си в солунския затвор и заключава, че:
| „ | Вразытѣ ны сега найдоха згода и време, за да ме погубатъ, но не можиха... Оны сакали сѫ да ми сѣчетъ сылитѣ ми, а не знаятъ, чи ми хи умножиха. Намѣсто да ми отсѣчатъ рѫци, ми дадоха крыля. Намѣсто да ми запратъ языкатъ, ми подадоха смѣлость и дерзость. Намѣсто да огаснатъ народното чувство въ сърдцата на българытѣ, напротивъ, распали сѣ народолюбіето имъ... | “ |

През 1864 година Динков пак е арестуван за кратко. Динков подпомага сестра си Славка Динкова при отварянето на първото българско училище в Солун през 1866 година в бащината им къща. В 1868 година Динков е сред основните организатори на основаването на българска община в Солун. В същата година Динков пише географското описание на Македония „Обще обозрение на Македониіята или гороописание, рекописание и полеописание со границите на двата язици българскій-тъ и гръцкій-тъ“ с описание на планините, реките, равнините и езерата, което по-късно в 1889 година заедно с предоставените от Динков данни за Пазарската (с топографско описание), Воденската и Берската каза на Солунския санджак е публикувано от Стефан Веркович в „Топографическо-этнографическій очеркъ Македоніи“.
Пише статии във вестник „Македония“, в които показва българския характер на населението в областта. В статията „Познай себе си“ говори за българите като за славяни, които са имали царство от VІІ до края на ХІV век:
| „ | В 9 век наши блъгаре пръви съ свои цръквены языкъ проповѣдваха единство и братство между вситѣ славянскы племена. | “ |

За Кирил и Методий твърди, че:
| „ | А они бѣха отъ Блъгарско и отъ блъгарскы родъ. | “ |

Динков изброява числено славянските народи и между тия, които живеят в Турция и Австрия спомената 4 500 000 българи и 6 600 000 сърби (в Турция, Сърбия, Босна, Черна гора и Австрия). Държилов смята, че „ние българите трябва да изучаваме славянските наречия и книжнини“.
Статията „Сведения за Македонските страни“ започва така:
| „ | Македония вообще е насѣлена отъ людіе кои сборуватъ Бугарскьји язьјк. | “ |

Георги Динков учителства в много български македонски градове и села – Битоля, Прилеп и други.

В 1869 година Динков става учител в голямото българско село Загоричани и е основната причина за събуждането на българщината там. Динков оглавява българската партия в борбата ѝ с гъркоманите и владиката Никифор I Костурски и успява да извоюва богослужение на български език. По това време се сгодява за гръкоманката Евдокия, която има гръцко образование и не знае български език. По този повод той пише до Стефан Веркович: 
| „ | Господ знае веке каква ке излезе, мома, родом от майка чиста българка от Валовища, а от татко ѝ полу-българка, но погръчена. Имам писмено званично съгласие, ако се научи писмено и говоримо българският язик, тога ке ми бъде свършеница, а когато ке докаже практически, че действително се е отрекла от гърчищината и се е сочитала со българщината, тога ке ми бъде венчана со мене за до живот съпруга българка, подходима под правилата и изискванията на интересите на българската народност. | “ |

Съвсем скоро вече като съпруга на Георги Динков, тя учи на български селските момичета в Загоричани. След основаването на Българската екзархия в 1870 година заедно с помощника си Генков, Динката прави неуспешен опит да отвори българско училище в Костур в къщата на Никола и Елена Цикови. Гъркоманите, подстрекавани от костурския лекар Яни Шомов пребиват жестоко Динков и Павел Симеонов в Горенци и той за малко не умира. Малко по-късно той е хвърлен отново в турски затвор в Костур, след поредните гръцки клевети. След освобождаването му, Динков е принуден да напусне Загоричани и се връща в Солун.
Ето какво пише за него Димитър Благоев:
| „ | ...Знаменателно събитие в живота ми от това време е идването на пръвия български учител в село. Той бе Георги Константинов от Солун, тъй наричаният Динката. Той се бе условил за учител в гръцкото училище, каквото единствено съществуваше тогава. Но той бе преди всичко агитатор, апостол, и затова още в първите дни ни събра и ни пита искаме ли да учим българска азбука. Нашата радостна готовност бе безгранична и скришом се започна обучението в училище на български... Обаче даскал Динката не се задоволяваше само със занятието да обучава децата в нашето село, а обикаляше околните села като агитатор на националната идея. В едно съседно село го бяха били до смърт и увит в кожи, го донесоха в село. Но той постоянствуваше. Характерна е за енергията на този български националист-революционер постъпката му през 1870 г. Когато нея година се издаде ферманът за независима българска църква, той ходи, губи се нейде, в Цариград ли, къде ли – не зная точно, но прави-струва, и един ден се яви в село с един екземпляр от фермана, който е чел по-късно из околните села... | “ |

В кеая на 1874 година решава да напусне региона и заминава за Атина, където пише в русофилския вестник „Еон“. Работи като адвокат.
Георги Динков умира в Атина в 1876 година, ненавършил 40 години, след като не успява да се възстанови от побоя, нанесен му от гъркоманите. През същата година се ражда синът му Димитриос Динкас. По-късно, по ирония на съдбата той става виден гръцки политик, депутат в османския и гръцкия парламент, министър, отворил и поддържал гръцко училище в Загоричани.
Динков събира български фолклорни материали от Македония, автор е и на поезия на солунско наречие.

## Родословие
|  |  |  |  |  |  |                           |                           |                           |                           |                                |                           |  |  |                                   |                                   |                                   |                                   |                                   |                                   |  |  |                              |                              |                              |                              |                              |                              |  |  |
|  |  |  |  |  |  |                           |                           |                           |                           |                                |                           |  |  |                                   |                                   |                                   |                                   |                                   |                                   |  |  |                              |                              |                              |                              |                              |                              |  |  |
|  |  |  |  |  |  | Киряк Държилов (? – 1877) | Киряк Държилов (? – 1877) | Киряк Държилов (? – 1877) | Киряк Държилов (? – 1877) | Киряк Държилов (? – 1877)      | Киряк Държилов (? – 1877) |  |  | Константин Държилов (1798 – 1890) | Константин Държилов (1798 – 1890) | Константин Държилов (1798 – 1890) | Константин Държилов (1798 – 1890) | Константин Държилов (1798 – 1890) | Константин Държилов (1798 – 1890) |  |  | Велика Държилова (? – 1867)  | Велика Държилова (? – 1867)  | Велика Държилова (? – 1867)  | Велика Държилова (? – 1867)  | Велика Държилова (? – 1867)  | Велика Държилова (? – 1867)  |  |  |
|  |  |  |  |  |  | Киряк Държилов (? – 1877) | Киряк Държилов (? – 1877) | Киряк Държилов (? – 1877) | Киряк Държилов (? – 1877) | Киряк Държилов (? – 1877)      | Киряк Държилов (? – 1877) |  |  | Константин Държилов (1798 – 1890) | Константин Държилов (1798 – 1890) | Константин Държилов (1798 – 1890) | Константин Държилов (1798 – 1890) | Константин Държилов (1798 – 1890) | Константин Държилов (1798 – 1890) |  |  | Велика Държилова (? – 1867)  | Велика Държилова (? – 1867)  | Велика Държилова (? – 1867)  | Велика Държилова (? – 1867)  | Велика Държилова (? – 1867)  | Велика Държилова (? – 1867)  |  |  |
|  |  |  |  |  |  |                           |                           |                           |                           |                                |                           |  |  |                                   |                                   |                                   |                                   |                                   |                                   |  |  |                              |                              |                              |                              |                              |                              |  |  |
|  |  |  |  |  |  |                           |                           |                           |                           |                                |                           |  |  |                                   |                                   |                                   |                                   |                                   |                                   |  |  |                              |                              |                              |                              |                              |                              |  |  |
|  |  |  |  |  |  | Евдокия Алексиаду         | Евдокия Алексиаду         | Евдокия Алексиаду         | Евдокия Алексиаду         | Евдокия Алексиаду              | Евдокия Алексиаду         |  |  | Георги Динков (1839 – 1876)       | Георги Динков (1839 – 1876)       | Георги Динков (1839 – 1876)       | Георги Динков (1839 – 1876)       | Георги Динков (1839 – 1876)       | Георги Динков (1839 – 1876)       |  |  | Славка Динкова (1850 – 1869) | Славка Динкова (1850 – 1869) | Славка Динкова (1850 – 1869) | Славка Динкова (1850 – 1869) | Славка Динкова (1850 – 1869) | Славка Динкова (1850 – 1869) |  |  |
|  |  |  |  |  |  | Евдокия Алексиаду         | Евдокия Алексиаду         | Евдокия Алексиаду         | Евдокия Алексиаду         | Евдокия Алексиаду              | Евдокия Алексиаду         |  |  | Георги Динков (1839 – 1876)       | Георги Динков (1839 – 1876)       | Георги Динков (1839 – 1876)       | Георги Динков (1839 – 1876)       | Георги Динков (1839 – 1876)       | Георги Динков (1839 – 1876)       |  |  | Славка Динкова (1850 – 1869) | Славка Динкова (1850 – 1869) | Славка Динкова (1850 – 1869) | Славка Динкова (1850 – 1869) | Славка Динкова (1850 – 1869) | Славка Динкова (1850 – 1869) |  |  |
|  |  |  |  |  |  |                           |                           |                           |                           |                                |                           |  |  |                                   |                                   |                                   |                                   |                                   |                                   |  |  |                              |                              |                              |                              |                              |                              |  |  |
|  |  |  |  |  |  |                           |                           |                           |                           | Димитриос Динкас (1876 – 1974) |                           |  |  |                                   |                                   |                                   |                                   |                                   |                                   |  |  |                              |                              |                              |                              |                              |                              |  |  |